# Верх-Бобровка (Косихинский район)
Верх-Бобровка — село в Косихинском районе Алтайского края. Входит (с 2010 года) в состав Полковниковского сельсовета.

## География
Расположен в южной части района, в верховьях реки Бобровки, у ее притока Шипуниха.
Климат
Климат характеризуется как резко континентальный. Средняя многолетняя температура самого холодного месяца (января) составляет −20 °С (абсолютный минимум — −52 °С), температура самого тёплого (июля) — 21 °С (абсолютный максимум — 38 °С). Среднегодовое количество атмосферных осадков — 350—400 мм. Преобладающее направление ветра в течение года — юго-западное с переходом на северо-западное.

## История
Верх-Бобровка возглавлял Верх-Бобровский сельсовет до его упразднения в 2010 году .

## Население
| 1997 | 1998 | 1999 | 2000 | 2001 | 2002 | 2003 | 2010 | 2011 | 2012 |
| ---- | ---- | ---- | ---- | ---- | ---- | ---- | ---- | ---- | ---- |
| 71   | ↗80  | ↗81  | ↘64  | ↘54  | ↘49  | →49  | ↗201 | →201 | ↘183 |
| 2013 |      |      |      |      |      |      |      |      |      |
| ↘165 |      |      |      |      |      |      |      |      |      |

Национальный состав
Согласно результатам переписи 2002 года, в национальной структуре населения русские составляли 95 % от 321 чел.

## Инфраструктура
Отделение почтовой связи 659813
Социальные услуги жители получают в ближайших населённых пунктах.

## Транспорт
Село доступно автомобильным транспортом.
Подходит автодорога межмуниципального значения «Полковниково — Верх-Бобровка» (идентификационный номер 01 ОП МЗ 01Н-1905) протяжённость 11,000 км.